# بوث ۱۳۸۲۵
سیارک ۱۳۸۲۵ (به انگلیسی: 13825 Booth، نامگذاری:1999VJ87) سیزده هزار و هشتصد و بیست و پنجمین سیارک کشف شده‌است که در ۴ نوامبر ۱۹۹۹ کشف شد.
قدر مطلق سیارک برابر ۱۸.۶ است.